# Gladius

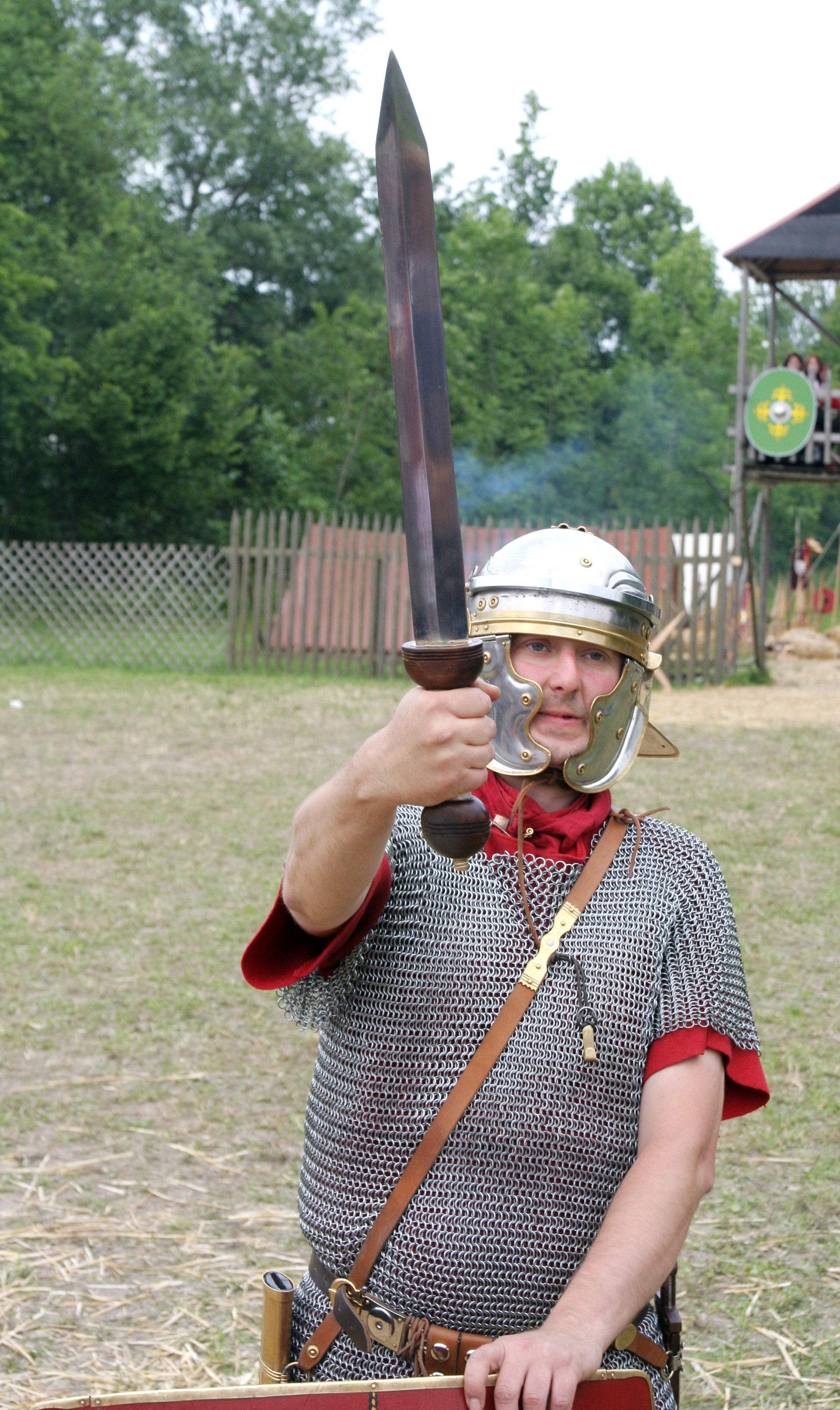
Az i. sz. 70 körül a mai Ausztria területén állomásozott XV. légió fegyverzetének rekonstrukciója

A gladius a római legionariusok és gladiátorok szúrófegyvere volt. Az alliai csata után kezdték alkalmazni a római légiókban; tömegesen a második pun háború után terjedt el.
A hispán mintájú, kétélű rövid kard vasból kovácsolt, széles, egyenes pengéjére (markolat nélkül kb. 63 cm hosszú, kb. 6 cm széles) masszív hosszanti gerincet kovácsoltak. A pengét vagy a markolatot gyakran feliratozták (Libertas, Honos, Spes, Iustitia stb. szavakkal). Markolata fából vagy (elefánt)csontból készülhetett, amelyet a pengétől egy lapított gömb alakú markolatvédő választott el. A markolat végét egy szintén gömb formájú markolatgomb zárta le.

## Használata
A gladius leginkább szúrásra és hárításra volt alkalmas, vágásra kevésbé. A légionáriusok a nagy, szorosan egymás mellett tartott pajzsaik (scutum) között szúrtak előre és felfelé. A mozgó pajzsfal így egyfajta darálóként funkcionált a szemben álló — a rómaiaknál általában könnyebb fegyverzetű — ellenféllel szemben. A lovassági fegyverekénél jóval rövidebb hosszt a pajzsok közötti és mögötti könnyebb mozgathatóság is indokolta. Közelharcban a markolatgombbal is ütöttek. 
A római közkatonák vállszíjon (balteus) vagy derékövön (cingulum) viselték, méghozzá a jobb oldalukon, mert a kard elég rövid volt ahhoz, hogy jobb kézzel így is könnyen előránthassák. A fegyverzetet a baloldalt,  külön vállszíjon hordott tőr (pugio) egészítette ki.
A gladius szóból alakult ki a gladiátor (kardforgató) elnevezés, ami arra utal, hogy a játékok elterjedése idején az arénaharcosok többsége gladiusszal küzdött. A fegyvernemek differenciálódása után a gladius főként a nagy pajzzsal védekező gladiátorok (secutor, myrmillo, hoplomachus) fegyvere lett, a dimacherisek pedig két gladiust forgattak. A gladius mintájára készült a gladiátoriskolákban gyakorlásra használt fakard, a rudis (rudius), amely egyúttal a (győztesként) elengedett gladiátorok felszabadításának jele is volt.
Erről a fegyverről kapta tudományos nevét a kardhal (Xiphias gladius) és a kardvirág (Gladiolus).